# Samsung Galaxy Note
Das Samsung Galaxy Note ist ein Smartphone von Samsung mit dem Betriebssystem Android. Es zeichnet sich durch einen für Smartphones (damaliger Zeit) ungewöhnlich großen Bildschirm (13,5 cm Diagonale) aus und wird daher auch zur Kategorie der Phablets gezählt. Eine weitere Besonderheit ist die alternative Bedienmöglichkeit über einen induktiven Stift („S Pen“). Im Jahre 2022 gab Samsung die Einstellung der Produktion der Gerätereihe bekannt.

## Beschreibung
Das Galaxy Note wurde auf der IFA 2011 vorgestellt. Es wird in weiß und schwarz angeboten. Die Abmessungen sind 146,85 × 82,95 × 9,65 Millimeter, das Gewicht beträgt 178 Gramm.
Wie bei Smartphones üblich, wird das Gerät über ein kapazitives Display bedient. Dieses hat eine Diagonale von 13,5 cm (5,3 Zoll) bei einer Auflösung von 1280 × 800 Pixel, die Punktdichte beträgt 284 ppi. Displaytechnologie ist die von Samsung entwickelte Super-AMOLED-Technologie; sie soll eine höhere Farbtreue bei gleichzeitig geringerer Dicke des Displays bewirken.
Samsung hat einen Dualcore-Prozessor mit 1,4 Gigahertz Taktfrequenz verbaut. Der interne Speicher ist 16 oder 32 Gigabyte groß. Der Akku hat 2500 mAh Kapazität. Das Gerät ist in Deutschland seit dem 24. Oktober 2011 erhältlich, obwohl die offizielle Markteinführung erst am 27. Oktober 2011 in London stattfand.
Das Gerät enthält eine 8-Megapixel-Kamera, mit der neben Fotos auch 1080p-HD-Videos mit maximal 30 fps aufgenommen werden können. Für Videotelefonie besitzt es zusätzlich eine 2-Megapixel-Kamera an der Frontseite.
Am 28. März 2012 gab Samsung bekannt, weltweit fünf Millionen Galaxy-Note-Geräte verkauft zu haben.

## Besonderheiten
Als Besonderheit bietet das Gerät zusätzlich zur Bedienung per Hand einen integrierten, S Pen genannten, induktiven Stift sowie Software zur Schrifterkennung und zur Erstellung handschriftlicher Notizen oder Grafiken. Damit ist es das erste Smartphone, in dem Technik von Wacom für die Stiftdigitalisierung zum Einsatz kommt.
Neben dem für Smartphones relativ großen Display ist es die Stifteingabe, mit der Samsung das Gerät als Lösung für den Geschäftsbereich – mit Merkmalen eines Mobiltelefons und Tablet-Computers – positionieren will.

## Betriebssystem
Das Samsung Galaxy Note besitzt im Auslieferungszustand das Betriebssystem Android in der Version 2.3.5. Mit der Firmwareversion (N7000XXKJ4) wurde das Betriebssystem auf 2.3.6 aktualisiert. Ende 2011 wurde mit der N7000XXKL7 eine Firmware bereitgestellt, die weniger Fehler enthält und höhere Leistung bietet.
Die Aktualisierung auf Android 4 ist seit dem 10. Mai 2012 im Umlauf und wird nach und nach für alle Geräteversionen zur Verfügung gestellt. Seit dem 11. Juli 2012 gibt es in Deutschland auch ein Update auf Android 4.0.4; dieses behebt Probleme mit der Akkulaufzeit und ergänzt das Gerät um zusätzliche Funktionen. Auch das ursprünglich mit dem Samsung Galaxy S3 eingeführte PopUp-Play ist mit Android 4.0.4 auf dem Galaxy Note nun verfügbar. Zusätzlich wurde auch die Premium-Suite mit neuen Funktionen eingespielt. Laut Samsung Schweden soll es ein Update auf Android 4.1.2 Jelly Bean in Quartal 4 geben. Eigentlich sollte es von Samsung ein Android-4.1.1-Update geben, aber Samsung wolle das Gerät dann doch gleich auf Android 4.1.2 updaten. Einen Jelly-Bean-4.1.1-Leak, der per Odin geflasht werden kann, gibt es schon. Das Android-4.1.2-Jelly-Bean-Update beinhaltet den Samsung-Galaxy-S3-„Lockscreen“, die Nature-UX-Oberfläche, Airview, die Funktion S-Memo wird abgelöst, sie wird zwar in der Software mitgeliefert, ist aber nicht mehr benutzbar, stattdessen soll der Nutzer S-Note verwenden, Samsung Galaxy S3/Note II Bootanimation, Multiwindow, in der zwei Anwendungen gleichzeitig ausgeführt werden können etc.
Im September 2012 hat Samsung eine Aktualisierung für das Galaxy Note veröffentlicht, mit der die Bedienoberfläche Touchwiz Nature UI sowie die Anbindung an den Speicherdienst SCloud nachgerüstet wird, die zunächst im Zuge der Vorstellung des Samsung Galaxy S III eingeführt wurden.